# Palau de les Heures
El Palau de les Heures, també conegut com a Casa Gallart, és una casa senyorial amb jardí del barri de Montbau de Barcelona, catalogada com a bé cultural d'interès local. Actualment, forma part del Recinte Mundet.

## Història
Josep Gallart i Forgas era un indià de la Bisbal d'Empordà que havia fet fortuna a Puerto Rico, on inicialment hi va anar a treballar a les explotacions de canya de sucre, propietat d'uns oncles seus. A la mort d'aquests se'n va fer càrrec del negoci fins que tornà a Barcelona el 1885. Després de l'intent fallit d'adquirir la Granja Vella de Martí-Codolar, el 18 d'octubre de 1893 va adquirir la masia de Can Duran, d'unes 30 ha, per a construir.hi la seva residència d'estiu.
El nou edifici havia de ser luxós, i Gallart havia donat ordres que no s'escatimés en res i volia que fos capaç de competir amb la finca veïna del marquès d'Alfarràs, l'actual parc del Laberint d'Horta. El 1894 va encarregar-ne el projecte a l'arquitecte August Font i Carreres, també de l'Empordà i amic de la familia, que ja s'havia encarregat de la seva casa a la rambla de Catalunya. Els jardins foren dissenyats per Adrià Piera, i després de l'enderrocament total de l'antiga masia, les obres de la nova torre finalitzaren l'any 1896. Tanmateix, Gallart només en va poder gaudir dos estius, ja que va morir el 1898.
La propietat passà a mans del seu fill Josep Gallart i Folch, que en esclatar la Guerra Civil abandonà la torre, que fou requisada per la Generalitat i habilitada com a residència per a Lluís Companys, que havia marxat temporalment del seu pis de la Rambla de Catalunya, afectat per un bombardeig. També s'hi va construir un refugi antiaeri en forma de galeria que discorre sota el jardí posterior del palau. El túnel té uns 53 m de longitud i va ser construït seguint la inclinació natural del terreny, amb una amplada d'entre 0,90 i 1,10 m i d'uns gairebé 2,20 m d'alçada. En les seves memòries, Gallart va confessar que va fer arribar una una fotografia aèria de la finca a Alfredo Kindelán, responsable de l'aviació feixista, per a que la bombardegés, però aquest va desistir, ja que la situació de l'edifici dificultava encertar l'objectiu.
En acabar la guerra, la torre fou restaurada i novament habitada per la família, fins que el 1948 fou venuda al constructor Jaume Rius, que segregà part dels terrenys propers al passeig de la Vall d'Hebron per a la construcció d'habitatges. A partir d'aquesta data la torre quedà deshabitada, entrant en franca decadència. El 1958, embargades les propietats de Rius, la finca fou adquirida per la Diputació de Barcelona, però el seu abandó persistí fins que el 1972 la mateixa institució proposà enderrocar-la en no trobar-li un ús digne. Tanmateix, les protestes ciutadanes van fer recular la proposta.
El govern de la URSS volia adquirir-la per instal·lar-hi el seu consulat, però el seu elevat cost provocà que l'operació no es portés a terme. El 1982 es convertí en jardí públic, però la falta de vigilància va fer que augmentés la degradació de la finca. Finalment, l'any 1986, els arquitectes Antoni González Moreno-Navarro i Norman Cinnamond van restaurar el conjunt i la Diputació el llogà a la Universitat de Barcelona.

## Arquitectura
Es troba al sud del turó de la Maria, a la serra de Collserola, al costat del camí que pujava a l'ermita de Sant Cebrià, i està inspirat en els château francesos: quatre torres rodones, rematades per pics cònics. El conjunt, assentat sobre una gran terrassa amb balustrada, gaudeix d'una àmplia perspectiva dels jardins. Té totes les característiques de les creacions de l'època, en harmonia, gràcia i ordre arquitectònic. Els interiors eren d'una gran magnificència amb elements decoratius de gran valor (miralls, mobiliari, porcellanes, quadres, etc.)

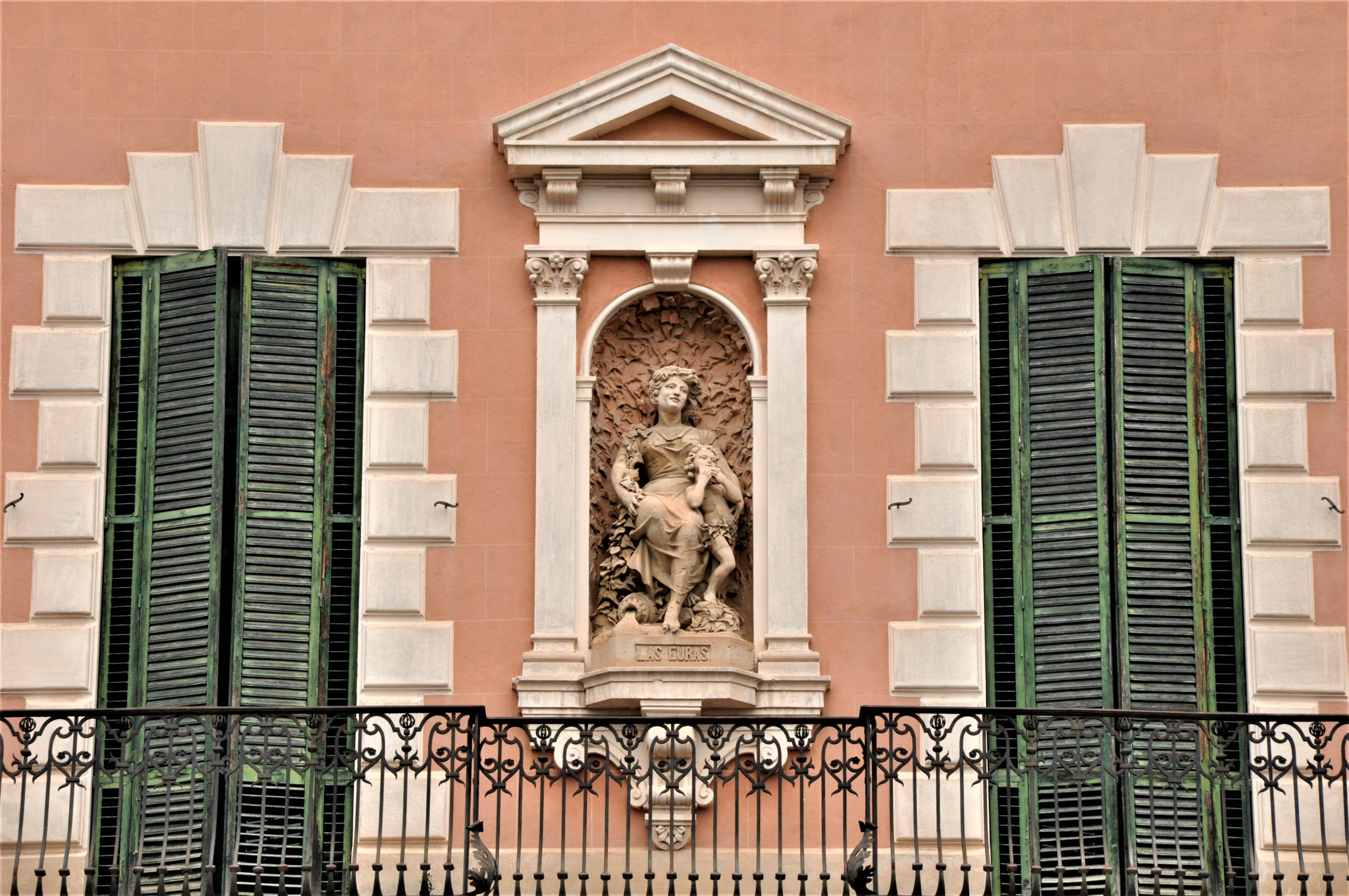
Escultura al·legòrica de Les Heures

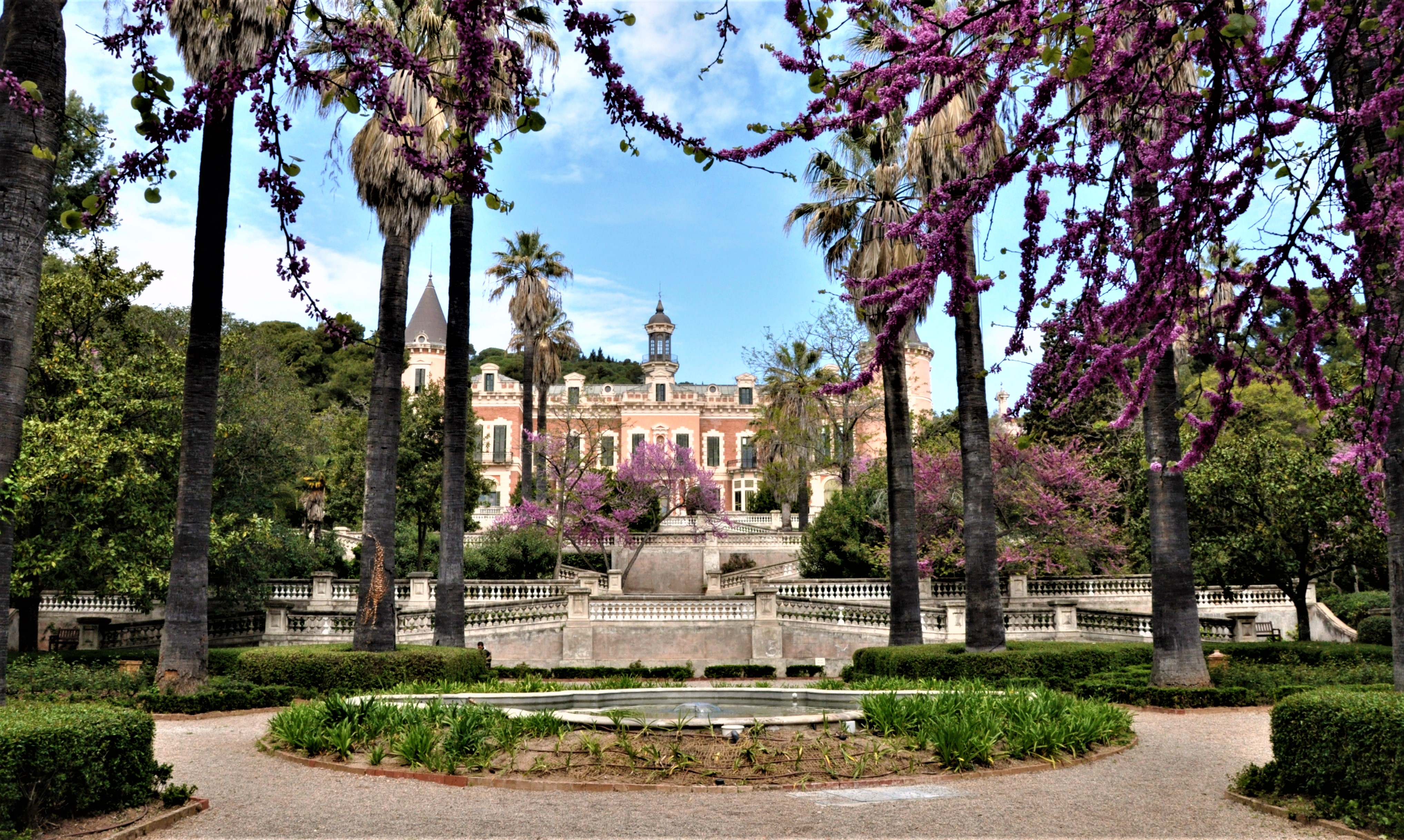
Jardins

Consta de semi-soterrani i tres plantes. La façana, de més de 80 m de llarg, està presidida per una terracota, al·legoria de Les Heures, de Josep Campeny i Santamaria. A la planta baixa, l'entrada comunica amb un ampli menjador a l'esquerra, seguit d'una sala de billar. Ambdues peces estaven separades per una mampara que, amb motiu de grans solemnitats, es podia treure i permetia d'augmentar la capacitat del menjador. Quan Alexandre Gallart va ser diputat pel Parlament de Catalunya, va regalar la taula de billar i tots els seus additaments al Casino Regionalista d'Horta.
En aquesta mateixa planta hi havia, a la dreta, una entrada que comunicava amb el saló de ball, moblat a l'estil Lluís XV; un arc agosarat dona pas a la capella i permetia, en dies de pluja, baixar del cotxe sense mullar-se. A la segona planta hi havia la taula de marbre de la casa del Passatge Méndez Vigo, que havia estat de Joan Forgas. Hi havia també el despatx de Josep Gallart i Folch, destruït durant la Guerra Civil. A la tercera planta hi havia els dormitoris, orientats quasi tots a migdia i amb vista al jardí. Cal destacar que en aquesta tercera planta hi havia hagut una habitació dedicada a la fotografia i, a la torre de llevant, un laboratori fotogràfic molt ben proveït, mostra eloqüent de l'interès que van suscitar els inicis de la fotografia.
La casa es complementa amb unes altres edificacions de menys importància, però necessàries per a l'activitat quotidiana de la casa. Entre aquestes el safareig, construït a la primeria de 1895, al darrere de la casa. A uns cent metres de la casa, per la banda de llevant, es construí una cavallerissa, apta per a set cavalls, i la cotxera, amb capacitat per a set cotxes.
A l'inici del 1896 s'hi construí un pavelló, on vivia el servei. Per la mateixa època s'hi van plantar 860 ametllers i 500 oliveres, que s'estenien per darrere de la casa fins al revolt de la paella, prop d'on hi havia una creu de pedra que assenyalava el terme de la finca.
La finca era molt rica en aigua i encara es va incrementar més amb l'adquisició dels drets d'una presa al peu de l'ermita de Sant Cebrià. Es van construir dos immensos dipòsits amb una capacitat de 6.000 m³ per proveir-se d'aigua suficientment; més avall es va perforar un pou a uns 20 m, des d'on s'impulsava l'aigua als dipòsits. Els jardins, amb elements d'estil francès i italià, tenien abundants brolladors i estanys que no escatimaven aigua. Al subsòl hi havia una xarxa de mines d'aigua d'uns 800 m per a regar i alimentar els jardins i llacs.
El jardí anomenat dels brolladors està situat en una primera esplanada. En una segona s'hi troba un de més gran anomenat Jardí dels Rosers i una escala condueix a l'estany de l'Estrella.